# Tasmarubrius tarraleah
Espèce
Tasmarubrius tarraleah est une espèce d'araignées aranéomorphes de la famille des Macrobunidae.

## Distribution
Cette espèce est endémique de Tasmanie en Australie.

## Description
La carapace de la femelle holotype mesure 5,4 mm de long sur 3,8 mm de large et l'abdomen 7,8 mm de long sur 4,8 mm de large. La carapace du mâle paratype mesure 4,3 mm de long sur 3,3 mm de large et l'abdomen 4,0 mm de long sur 2,6 mm de large.

## Systématique et taxinomie
Cette espèce a été décrite par Davies en 1998.

## Étymologie
Son nom d'espèce lui a été donné en référence au lieu de sa découverte, Tarraleah.

## Publication originale
- Davies, 1998 : « A redescription and renaming of the Tasmanian spider Amphinecta milvina (Simon, 1903), with descriptions of four new species (Araneae: Amaurobioidea: Amaurobiidae). » Proceedings of the 17th European Colloquium of Arachnology, Edinburgh 1997. Edinburgh, p. 67-82 (texte intégral).